# Thomas Wyss
Thomas Wyss (ur. 29 sierpnia 1966) – szwajcarski piłkarz grający na pozycji środkowego pomocnika.

## Kariera klubowa
Karierę piłkarską Wyss rozpoczął w zespole FC Luzern. W sezonie 1985/1986 zadebiutował w jego barwach w szwajcarskiej pierwszej lidze, ale poza debiutem nie zaliczył więcej spotkań w klubie z Lucerny. Odszedł więc do FC Aarau i przez 2,5 roku grał tam w pierwszym składzie. Na początku 1989 roku został zawodnikiem Grasshopper Club i już w pierwszym sezonie spędzonym w tym klubie zdobył Puchar Szwajcarii. Rok później, czyli w 1990 roku, wywalczył z Grasshoppers dublet – mistrzostwo oraz puchar kraju. Po tych dwóch sukcesach przeszedł do FC Sankt Gallen. Tam Thomas spędził trzy sezony, jednak nie osiągnął większych sukcesów. W sezonie 1993/1994 ponownie grał w FC Aarau, a następnie trafił do FC Luzern. Tam grał do końca swojej kariery. W 1997 roku wystąpił w finale Pucharu Szwajcarii. Swój ostatni mecz w karierze rozegrał w 2002 roku.

## Kariera reprezentacyjna
W reprezentacji Szwajcarii Wyss zadebiutował 5 czerwca 1988 roku w zremisowanym 1:1 towarzyskim meczu z Hiszpanią. W 1994 roku został powołany przez selekcjonera Roya Hodgsona do kadry Mistrzostwa Świata w Stanach Zjednoczonych. Tam jednak był rezerwowym i rozegrał tylko jedno spotkanie grupowe, zremisowane 1:1 ze Stanami Zjednoczonymi. W lutym 2000 roku rozegrał swoje ostatnie spotkanie w kadrze narodowej – z Omanem (4:1). Łącznie w reprezentacji Helwetów rozegrał 11 spotkań.